# قطعنامه ۵۰۴ شورای امنیت
قطعنامه ۵۰۴ شورای امنیت سازمان ملل متحد که در تاریخ ۳۰ آوریل ۱۹۸۲ تصویب شد، سندی بین‌المللی دربارهٔ چاد است. این قطعنامه طی نشست ۲۳۵۸ام تصویب شد.